# Ruderhofspitze
Il Ruderhofspitze (3 474 m s.l.m.) è una montagna delle Alpi dello Stubai (nelle Alpi Retiche orientali). Si trova in Tirolo (Austria).

## Caratteristiche
Si trova ad est dello Schrankogel e domina la Stubaital. Si può salire sulla vetta partendo da Neustift im Stubaital e passando per il Franz-Senn Hutte (2.147 m).